# Baquerín de Campos
Baquerín de Campos es un municipio y localidad española en el partido de Frechilla
de la provincia de Palencia (Castilla y León).

## Geografía
Parte de su término municipal está integrado dentro de la Zona de especial protección para las aves denominada La Nava - Campos Norte perteneciente a la Red Natura 2000.

## Historia
No parece probable que el topónimo de Baquerín provenga del trabajo de vaquero, como se ha afirmado. Seguramente deba su original nombre a un primitivo repoblador de origen mozárabe, que se denominaría Ibakrim. En la estadística más antigua de la diócesis de Palencia, anterior a 1345, se citaba a Baquerín como Baréin dentro del arciprestazgo de Castromocho, cuando contaba con tres prester, un subdiácono, dos subdiáconos, y seis guaderas.
A mediados del siglo XIX, Baquerín ya tenía ayuntamiento propio, ya que a la caída del Antiguo Régimen la localidad se constituye en municipio constitucional en el partido de Frechilla, conocido entonces como Vaquerín de Campos y el convento de los Ángeles y que en el censo de 1842 contaba con 96 hogares y 500 vecinos, contaba con 105 casas, la plaza del carro y otra con un subportal, disponía de fragua, carnicería, pósito nacional, un hospital donde se recogían los vecinos pobres, y dentro de él la casa con su historial y escuela de primeras letras.

## Geografía humana

### Demografía
Cuenta con una población de 22 habitantes (INE 2024).
| Gráfica de evolución demográfica de Baquerín de Campos entre 1842 y 2021                                              |
| |
| Población de derecho según los censos de población del INE. Población de hecho según los censos de población del INE. |

| 1900 | 1910 | 1920 | 1930 | 1940 | 1950 | 1960 | 1970 | 1981 | 1991 | 2001 | 2011 |
| 431  | 413  | 342  | 331  | 318  | 282  | 240  | 101  | 56   | 67   | 30   | 39   |

## Patrimonio
- Iglesia de Santa María de Arbis: construida en el siglo XVI a base de piedra y ladrillo, y en el siglo XVII se la adosó al pórtico y se decoró la bóveda de la nave con yeserías en el siglo XVIII.

Dispone el templo de una nave que se cubre con un artesonado con yeserías barrocas, mientras que el crucero, la capilla mayor y la sacristía cuentan con bóvedas de crucería estrellada. En el lado del evangelio una pintura alusiva al martirio de Francisco Fernández de Capillas, una escultura de la piedad del siglo XVI y pinturas de las Ánimas del siglo XVIII.
Su retablo es del primer tercio del siglo XVII con una escultura de cristo del siglo XVI. Buen retablo mayor en el presbiterio de mediados del siglo XVII con relieves de la adoración de los pastores, el nacimiento, el también nacimiento de la Virgen, y la visitación, más una escultura de la Inmaculada, todas ellas de un seguidor de Gregorio Fernández; además, un calvario de Antonio de Ribera. Hace unos años la cúpula de la iglesia empezó a tener problemas de derrumbe y para evitar un desastre se desmontó este retablo y se llevó a San Zoilo en Carrión de los Condes para su restauración y custodia.
En el lado de la Epístola un retablo del primer tercio del siglo XVII que cuenta con escultura de crucifijo del siglo XVI.